# Гурьев, Андрей Андреевич
Андрей Андреевич Гурьев (род. 7 марта 1982, Москва) — российский предприниматель в сфере производства минеральных удобрений. Длительное время занимал различные руководящие должности в структуре ПАО «ФосАгро». В 2013 – 2022 годах – председатель правления и генеральный директор этого холдинга. C 2016 года возглавляет Российскую ассоциацию производителей удобрений.
Член бюро правления РСПП. Председатель Совета предпринимателей «Россия – Аргентина» и Совета предпринимателей «Россия – Бразилия».
Занимается общественной деятельностью, входит в руководство ряда российских спортивных федераций. Награжден российскими и зарубежными государственными наградами.
Из-за поддержки вторжения России на Украину находится под международными санкциями стран Евросоюза, США, Великобритании и ряда других стран

## Образование и профессиональная деятельность
Родился 7 марта 1982 года в городе Лобня Московской области. Окончил физико-математический лицей в Москве.
Получил квалификацию бакалавра экономики в Университете Гринвича в Лондоне, окончил магистратуру Российской академии народного хозяйства. Имеет ученую степень кандидата экономических наук: диссертация была защищена в Санкт-Петербургском горном университете в 2010 году.
В 2004 году поступил на работу в ПАО «ФосАгро» на должность экономиста. Последовательно занимал ряд должностей в финансовом, производственном и торговом подразделениях этого холдинга. В 2011 году был назначен заместителем генерального директора «ФосАгро». На этом посту курировал вопросы продаж и логистики. Лично участвовал в подготовке процедур для выхода холдинга на Московскую и Лондонскую фондовые биржи. Добился значительного расширения объема реализации производимых холдингом удобрений, а также их экспорта, прежде всего, в страны Латинской Америки — в том числе за счёт рационализации системы перевозок.
С июня по август 2013 года занимал должность исполнительного директора управляющей компании холдинга – ЗАО «ФосАгро АГ».

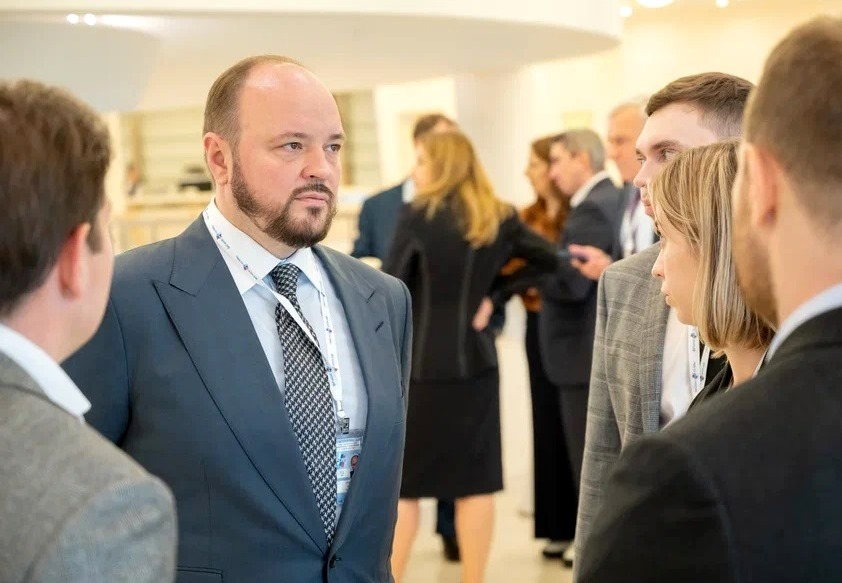
А. А. Гурьев на мероприятии РСПП с группой журналистов. Март 2023 года

1 августа 2013 года решением совета директоров «ФосАгро» утвержден в должности генерального директора холдинга и председателя правления акционерного общества. В последующем, в 2020 году был переизбран руководителем холдинга.
Возглавив «ФосАгро», инициировал и лично возглавил разработку долгосрочных стратегий развития компании – до 2020 и 2025 годов, соответственно. Сосредоточил усилия на технологической модернизации мощностей холдинга, в т.ч. на реализации программ цифровизации и роботизации (всего на эти цели было ассигновано 240 млрд руб., половина этих средств была направлена на развитие химического кластера в Череповце), а также на обеспечении экологической безопасности производства минеральных удобрений. Кроме того, эксперты напрямую увязывали с приходом А. А. Гурьева к руководству существенное изменение системы зарубежной торговли холдинга: по их оценкам, его  «личным проектом» стало создание на крупных экспортных направлениях (азиатском, африканском и латиноамериканском) собственных трейдеров. Именно с предпринятыми им на этом этапе мерами связывают резкий рост доходов холдинга: если в год прихода А. А. Гурьева на пост гендиректора «ФосАгро» чистая прибыль этой структуры составляла 269 млн долл. США, то уже через два года этот показатель достиг 598 долл. США.
Значительное внимание уделял продвижению интересов «ФосАгро» на фондовых биржах Москвы и Лондона, а также на рынках капитала. В 2017 году лично управлял вторичным  публичным размещением акций, в результате чего доля акций, находящихся в свободном обращении, увеличилась на четверть — с 20,6% до 25,1% от уставного капитала холдинга. Кроме того, под его руководством было осуществлено размещение облигаций среди российских и зарубежных инвесторов по ставке 2,6% годовых — рекордно низкой для России, принесшее холдингу не менее полумиллиарда долл. США.
В дальнейшем выполнение разработанных А. А. Гурьевым планов также обеспечивало ускоренный рост производственных объемов и доходов холдинга, упрочение его позиций на российском и международном рынках. Так, в по итогам досрочной реализации вышеупомянутой стратегии развития компании до 2020 года — к 2018 году — «ФосАгро» удалось увеличить объемы выпуска продукции в полтора раза, за счёт чего холдинг занял первое место в России и четвертое место в мире по производству фосфоросодержащих удобрений. В результате же дальнейшего наращивания производства в 2021 году «ФосАгро» вошёл в первую тройку мировых производителей фосфатных удобрений, а по отдельным позициям стал мировым лидером — в частности, по производству апатитового концентрата с высоким (более 39 %) содержания пентаоксида фосфора. Усилия по совершенствованию производственных мощностей и наращиванию сбыта продукции сочетались с мерами социального характера: так, А. А. Гурьев лично инициировал запуск корпоративной жилищной программы в городах, где располагаются предприятия «ФосАгро» — Балаково, Волхове и Кировске — в рамках которой работники холдинга получили не менее 2500 квартир на условиях длительной рассрочки или компенсации значительной части ипотечных выплат.
В 2016 году избран президентом Российской ассоциации производителей удобрений (РАПУ). В этом качестве курирует ключевые вопросы отраслевой повестки, в рамках которой особое внимание уделяется технологической модернизации и повышению экологической безопасности предприятий, производящих различные виды минеральных удобрений. В 2020 и в 2022 годах переизбирался главой РАПУ.

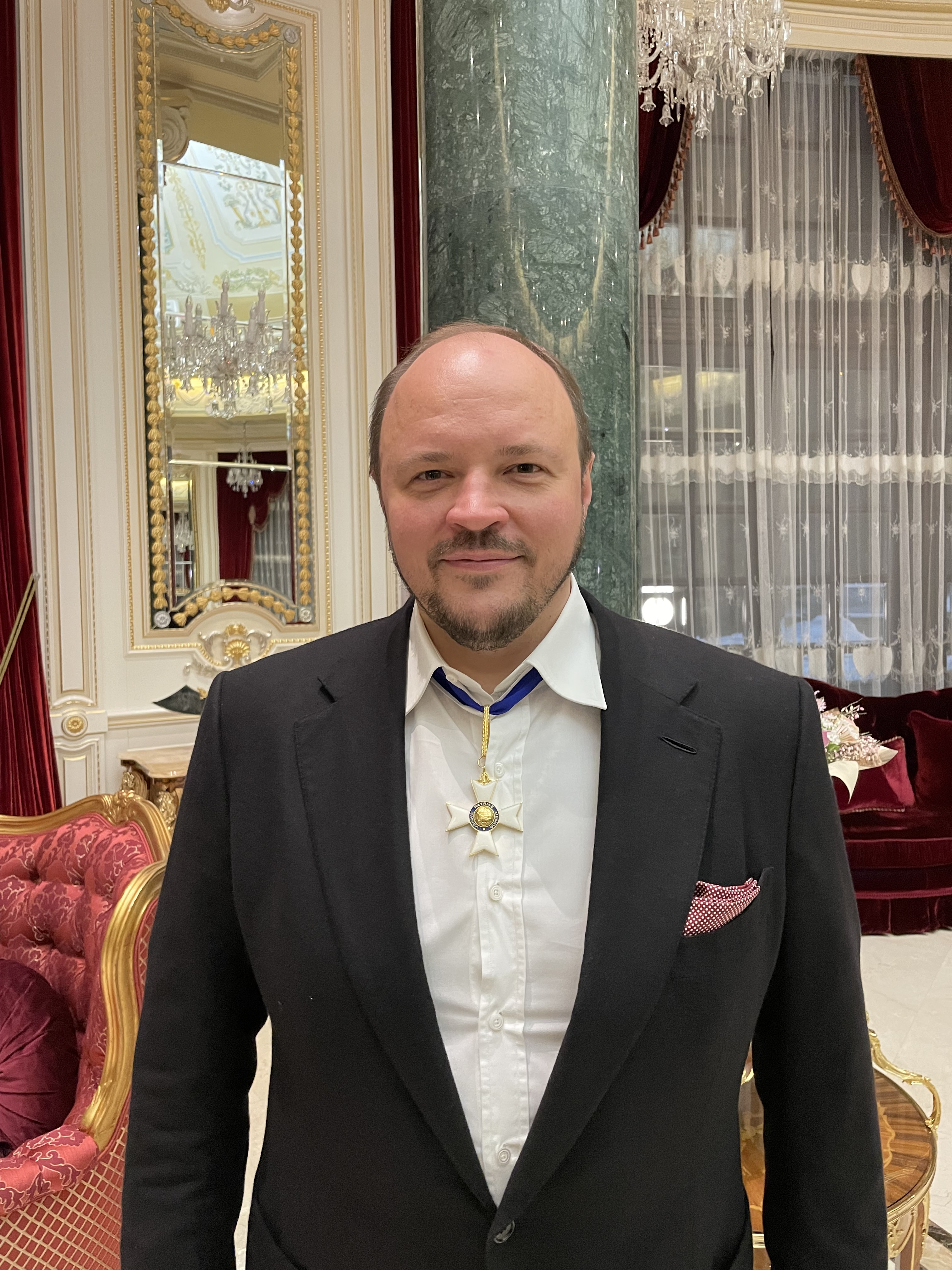
А. А. Гурьев после награждения бразильским орденом «Риу-Бранку». Февраль 2022 года

В 2019 году избран в состав бюро правления Российского союза промышленников и предпринимателей. По утверждению  президента РСПП А. Н. Шохина,  актив этой структуры при принятии соответствующего решения руководствовался востребованностью опыта А. А. Гурьева, в частности, в работе по снятию заградительных барьеров на зарубежных рынках, а также рассчитывало на его содействие в «распространении среди российского бизнеса лучших практик в области корпоративной социальной ответственности». В 2020 году стал сопредседателем, а в 2021 году – председателем координационного совета РСПП по противодействию коронавирусной инфекции, сменив в этом качестве А. Н. Шохина.
В марте 2023 года в связи с включением в санкционный список Евросоюза покинул пост генерального директора «ФосАгро» и вышел из состава совета директоров холдинга. При этом сохранил позицию президента РАПУ. За неполные десять лет его работы на этом посту «ФосАгро» добился качественного роста всех ключевых показателей. Почти вдвое выросли как объемы производства, так и объемы продаж: с 5,4 до 10,5 млн тонн и с 5,3 до 10,4 млн тонн, соответственно. Общий объем инвестиций в развитие производственных мощностей за этот период превысил 400 млрд рублей. Кроме того, отмечается более чем троекратное увеличение расходов холдинга на социальные и благотворительные цели: с 1,4 до 4,5 млрд рублей.
С 2017 года возглавляет Совет предпринимателей «Россия – Аргентина» и с 2019 года – Совета предпринимателей «Россия – Бразилия». В рамках этих структур под его руководством регулярно проводятся инвестиционные форумы, семинары и встречи с государственными деятелями соответствующих стран. Одним из наиболее значимым результатом работы А. А. Гурьева во главе первого из этих объединений стала отмена аргентинскими властями шестипроцентной пошлины на ввоз высококачественного российского гидрофосфата аммония. В качестве главы второго совета 16 февраля 2022 года организовал встречу российских бизнесменов c Президентом Бразилии Жаиром Болсонару, находившимся в России с официальным визитом. В ходе этой встречи выступил с рядом инициатив по развитию российско-бразильского экономического сотрудничества, в т. ч. по созданию совместной карбоновой биржи и формированию двусторонней рабочей группы по углеродной нейтральности.

## Общественная деятельность, награды
Является вице-президентом и членом попечительского совета Российской федерации шахмат, первым вице-президентом и председателем попечительского совета Всероссийской федерации художественной гимнастики, а также президентом Федерации художественной гимнастики Москвы.
Награждён российскими государственными наградами: медалью ордена «За заслуги перед Отечеством» II степени (2018 год), орденом Пирогова (2021 год), орденом Дружбы (2022 год), а также бразильским орденом «Риу-Бранку». Лауреат премии Правительства Российской Федерации в области образования.

## Санкции
14 марта 2022 года, из-за вторжения России на Украину, Гурьев внесён в санкционный список стран Евросоюза как «ведущий бизнесмен, вовлеченный в экономический сектор, обеспечивающий существенный источник дохода для правительства России, которое несет ответственность за аннексию Крыма и дестабилизацию Украины».
3 мая 2022 года попал в санкционный список Канады «близких соратников режима» за «соучастие в выборе президента Путина вторгнуться в мирную и суверенную страну».
24 мая 2022 года включён в санкционный список Великобритании из-за участия в получении выгоды или в поддержке правительства России в секторе, имеющем стратегическое значение для Правительства России.
2 августа 2022 года включён в санкционный список США «против элиты и компаний в секторах экономики, приносящих значительный доход российскому режиму».
По аналогичным основаниям находится под санкциями Швейцарии, Австралии, Украины и Новой Зеландии

## Недвижимость
В 2016 году Андрей Гурьев, по данным The Guardian, оказался одним из собственников апартаментов в башне St.George Wharf, самом высоком жилом здании Великобритании. Площадь пентхауса составляет 2,1 тыс. кв. м, стоимость — 51 млн фунтов стерлингов.

## Семья
Отец — Андрей Григорьевич Гурьев, основатель холдинга «ФосАгро» (в момент рождения сына проходил службу во Внутренних войсках МВД СССР). Мать – Евгения Викторовна Гурьева. Имеет сестру Юлию.
Женат, имеет троих детей.